# Dương Nhật Lễ
Dương Nhật Lễ hay còn gọi là Trần Nhật Lễ (chữ Hán: 楊日禮 1349 – 7 tháng 12 năm 1370), tên ngoại giao với Trung Quốc là Trần Nhật Kiên (陳日熞), còn gọi Hôn Đức Công (昏德公), là hoàng đế thứ 8 của Vương triều Trần nước Đại Việt. Ông nguyên là con trai ruột của người họ Dương, được Cung Túc Vương Trần Nguyên Dục – anh vua Trần Dụ Tông nhận làm con nuôi. Trần Dụ Tông không có con nên khi chết có di chiếu truyền ngôi cho Nhật Lễ. Ông lên ngôi, lấy các anh, em khác mẹ của Dụ Tông làm Tể tướng, trị vì từ ngày 15 tháng 6 năm Kỷ Dậu (tức 18 tháng 7 năm 1369) đến ngày 13 tháng 11 năm Canh Tuất (tức 1 tháng 12 năm 1370).
Ông cai trị hơn một năm, được cho là bỏ bê triều chính, lại định đổi sang họ Dương nên bị hoàng tộc chống đối, đưa đến 2 cuộc đảo chính do các tôn thất nhà Trần lãnh đạo. Đầu tiên, tháng 9 âm lịch năm 1370, Thái tể Cung Tĩnh Vương  Trần Nguyên Trác làm binh biến, nhưng bị Nhật Lễ đánh bại và giết chết. Hai tể tướng tôn thất còn lại là Thái sư Cung Định vương Trần Phủ, Hữu Tướng quốc Cung Tuyên vương Trần Kính chạy ra Đà Giang, tập họp lực lượng đảo chính lần hai. Dương Nhật Lễ bị truất ngôi và bắt giam, sau bị đánh chết. Giống như trường hợp vua Thiên Hưng nhà Lê sơ (Lê Nghi Dân), Dương Nhật Lễ tuy đã có thời gian làm quốc chủ, nhưng không được các bộ chính sử Đại Việt thời Trần–Hồ–Lê (trong đó bộ sách sớm nhất còn sót lại là Đại Việt sử ký toàn thư) công nhận là vua chính thống của nhà Trần.

## Thân thế
Tài liệu sơ cấp duy nhất hiện có về cuộc đời Dương Nhật Lễ là Đại Việt sử ký toàn thư (biên soạn năm 1479 thời Lê Thánh Tông, có tham khảo các bộ sử bị thất lạc của nhà Lý, nhà Trần và Đại Việt sử ký tiền biên của Phan Phu Tiên thời Lê Nhân Tông). Các bộ chính sử về sau của Đại Việt/Đại Nam như Việt sử tiêu án hay Khâm định Việt sử Thông giám cương mục hầu như chỉ viết dựa theo Đại Việt sử ký toàn thư, ít cho thông tin gì mới. Chi tiết rải rác về Nhật Lễ còn có thể tìm thấy trong các tài liệu của Trung Quốc như Nam Ông mộng lục, biên soạn vào thời Minh bởi viên quan gốc Việt là Hồ Nguyên Trừng, và Đại Minh thực lục.
Theo Đại Việt sử ký toàn thư, Dương Nhật Lễ vốn là con của kép hát Dương Khương (楊姜). Mẹ ông là một người múa hay lại có nhan sắc, do hay diễn Tây Vương Mẫu trong vở Vương Mẫu hiến bàn đào nên bà được gọi thông dụng là Vương mẫu (王母). Khi Vương mẫu đang có mang thì bị Cung Túc vương Trần Nguyên Dục (陳元昱), anh cùng mẹ của Trần Dụ Tông, lấy làm vợ. Khi Nhật Lễ sinh ra, Cung Túc vương Dục nhận làm con mình. Dương Nhật Lễ sinh năm 1349.
Trong hoàng gia Đại Việt, Cung Túc vương Nguyên Dục là con đích trưởng của vua Trần Minh Tông với Hiến Từ Hoàng hậu. Trần Minh Tông cho là Nguyên Dục ngông cuồng nên không cho nối ngôi, lại lập con thứ 2 với Hiến Từ là Dụ Tông Hạo làm vua. Tháng 10 âm lịch năm 1364 đời Dụ Tông, Cung Túc vương chết.

## Trị vì

### Dẹp đảo chính lần đầu
Ngày 25 tháng 5 năm Kỷ Dậu (tức 29 tháng 6 năm 1369), vua Trần Dụ Tông qua đời. Trước khi mất, Dụ Tông đã ban chiếu truyền ngôi cho Dương Nhật Lễ. Hiến Từ Thái hậu đồng ý di chiếu cho đón ông lên ngôi, đặt niên hiệu Đại Định (大定). Đại Việt sử ký toàn thư kể ông truy tặng Cung Túc vương là Hoàng thái bá (皇太伯). Nam Ông mộng lục cho biết thêm việc ông bổ dụng các anh khác mẹ của Dụ Tông là Cung Tĩnh vương Trần Nguyên Trác làm Thái tể, Cung Định vương Trần Phủ làm Thái sư, Cung Tuyên vương Trần Kính làm Hữu Tướng quốc.
Cùng lúc này, sứ đoàn nhà Minh sang sắc phong cho Dụ Tông tới Đại Việt. Nhật Lễ (tên ngoại giao với nhà Minh là Trần Nhật Kiên) xin được thụ phong nhưng sứ nhà Minh là Trương Dĩ Ninh không đồng ý. Nhật Lễ phải cử sứ là Đỗ Thuấn Khâm (杜舜欽) sang nhà Minh báo tang và cầu phong.
Theo Đại Việt sử ký toàn thư ghi nhận, Đại Định Đế lên ngôi nhưng bỏ bê công việc, ham chơi, rượu chè, cho đón cha ruột Dương Khương vào triều giữ chức Lệnh thư gia, có ý đổi sang họ Dương khiến các quan trong triều bất bình. Hiến Từ Thái hậu, mẹ Dụ Tông tỏ ý hối hận việc lập Nhật Lễ. Nhật Lễ bèn ngầm đánh thuốc độc giết chết vào ngày 14 tháng 12 năm Kỷ Dậu (tức 12 tháng 1 năm 1370).
Đêm ngày 20 tháng 9 năm Canh Tuất (tức 9 tháng 10 năm 1370), cha con quan Thái tể Trần Nguyên Trác, Trần Nguyên Tiết và hai người con của Thiên Ninh công chúa (chị gái cùng mẹ của Dụ Tông) đem người tôn thất vào thành định giết Đại Định.
Đại Định Đế trèo qua tường, nấp dưới cầu mới. Mọi người lùng không thấy, giải tán ra về. Khi trời sắp sáng, Đại Định Đế vào cung, chia người đi bắt Nguyên Trác cùng 17 người chủ mưu và giết hết.

### Bị phế truất
Sau khi vua Đại Định xử tử Trần Nguyên Trác, Thái sư Cung Định vương Trần Phủ, vì có con gái làm Hoàng hậu của Nhật Lễ, sợ vạ lây đến mình nên tránh ra trấn Đà Giang (tức Gia Hưng), ngầm hẹn với các em là Hữu Tướng quốc Cung Tuyên vương Trần Kính, Chương Túc thượng hầu Trần Nguyên Đán, Thiên Ninh công chúa Ngọc Tha hội ở sông Đại Lại, phủ Thanh Hóa để dấy quân. Trần Kính giúp anh đảm nhận việc sắm sửa mọi vũ khí, trang bị quân đội.
Khi ấy, Dương Nhật Lễ chuyên dùng Thiếu úy Trần Ngô Lang (陳吾郎) mà không biết Ngô Lang đồng mưu với Trần Phủ. Mỗi khi sai quân tướng đi đánh bắt, Trần Ngô Lang đều bí mật bảo họ theo Trần Phủ đừng về nữa. Rất nhiều lần sai các quân Nam, Bắc đi đánh, đều không một ai trở về. Do đó quân của Trần Phủ, Trần Kính mạnh thêm.
Ngày 13 tháng 11 năm Canh Tuất (tức 1 tháng 12 năm 1370) Cung Định vương đến phủ Kiến Hưng. Trần Ngô Lang khuyên Nhật Lễ đích thân thảo thư thoái vị và nhận tội, đem dâng cho Cung Định vương. Dương Nhật Lễ gặp Cung Định vương, quỳ xuống nhận tội, bị phế làm Hôn Đức công (昏德公). Ngày 15, Cung Định vương lên ngôi, tức Trần Nghệ Tông. Ngày 21 tháng ấy, Trần Phủ cùng Trần Kính và Thiên Ninh công chúa dẫn quân về kinh, sai giam Nhật Lễ ở phường Giang Khẩu.
Dương Nhật Lễ tới lúc đó mới biết mình bị Trần Ngô Lang phản bội. Trong khi bị giam giữ, ông lừa gọi Trần Ngô Lang đến bảo: "Ta có lọ vàng chôn ở trong cung, ngươi đi lấy về đây". Trong lúc Trần Ngô Lang quỳ xuống, Nhật Lễ bóp cổ giết chết Trần Ngô Lang. Cháu Ngô Lang là Trần Thế Đỗ tâu với Trần Nghệ Tông; nhà vua bèn lập tức hạ lệnh đánh chết Dương Nhật Lễ và con ông là Liễu, rồi sai đem chôn ở núi Đại Mông.
Sau khi Dương Nhật Lễ mất, mẹ ông sang Chiêm Thành cầu cứu vua Chế Bồng Nga sang đánh Đại Việt báo thù. Chiêm Thành đã xung đột với Đại Việt từ thời Lê, Lý, thường hay bị thua. Đến đời Chế Bồng Nga, vua này cùng thủ tướng là La Khải (Ko Ceng) ra sức bảo ban, huấn luyện quân sĩ nên Chiêm Thành quật khởi rất mạnh. Nghe lời mẹ Nhật Lễ, Bồng Nga đem quân đánh kinh đô Thăng Long, đốt phá cung thất, gây nhiều phiền toái cho các vua Trần từ Nghệ Tông trở về sau.

## Nguyên nhân
Nhật Lễ ở ngôi được hơn một năm, không rõ thọ bao nhiêu tuổi. Nhà Trần lúc đó đã suy yếu, các tôn thất bạc nhược. Nhiều việc thất đức của Nhật Lễ lẽ ra chưa dẫn đến việc bị phế truất. Tư tưởng phong kiến không chấp nhận người dị tộc làm vua trong triều, bởi vậy sai lầm lớn nhất của Nhật Lễ là định đổi sang họ Dương khiến tôn thất nhà Trần nắm quyền bính khắp trong nước xúm lại tìm cách lật đổ. Tính từ khi Nhật Lễ lên ngôi cho tới khi cuộc đảo chính đầu tiên xảy ra tới một năm nhưng không có ai chống đối vì khi đó Nhật Lễ vẫn giữ họ Trần.
Khách quan nhìn nhận, Nhật Lễ không có tài năng và tư cách, mắc hàng loạt sai lầm nên việc nhanh chóng bị lật đổ là tất yếu. Tác giả Trần Xuân Sinh trong sách Thuyết Trần lại cho rằng Trần Nhật Lễ thực ra chỉ là "đứa con hư của dòng họ nhà Trần" nên bị truất đi.